# گیلمور فرناندز
گیلمور فرناندز (انگلیسی: Gilmàr Fernandez؛ زادهٔ ۲۱ ژانویهٔ ۱۹۹۴) بازیکن فوتبال است.